# Colorhamphus parvirostris
Falso-chasco-patagónico (Colorhamphus parvirostris) é uma espécie de ave da família Tyrannidae. É a única espécie do género Colorhamphus.
Pode ser encontrada nos seguintes países: Argentina e Chile.
Os seus habitats naturais são: florestas temperadas.